# Тантов
Тантов (њем. Tantow) општина је у њемачкој савезној држави Бранденбург. Једно је од 34 општинска средишта округа Укермарк. Према процјени из 2010. у општини је живјело 756 становника. Посједује регионалну шифру (AGS) 12073565.

## Географски и демографски подаци
Тантов се налази у савезној држави Бранденбург у округу Укермарк. Општина се налази на надморској висини од 18 метара. Површина општине износи 35,4 km². У самом мјесту је, према процјени из 2010. године, живјело 756 становника. Просјечна густина становништва износи 21 становника/km².

## Међународна сарадња
| Мјесто  | Држава | Врста сарадње | Од    |
| ------- | ------ | ------------- | ----- |
| Грифино | Пољска | партнерство   | 1991. |
| Извор   |        |               |       |